# Frampton (album)
Frampton è il quarto album in studio del musicista britannico Peter Frampton, pubblicato nel 1975.

## Tracce
Side 1
1. Day's Dawning – 3:55
2. Show Me the Way – 4:02
3. One More Time – 3:19
4. The Crying Clown – 4:03
5. Fanfare – 3:28

Side 2
1. Nowhere's Too Far (for My Baby) – 4:18
2. Nassau / Baby, I Love Your Way – 5:49
3. Apple of Your Eye – 3:41
4. Penny for Your Thoughts – 1:27
5. (I'll Give You) Money – 4:34